# Bathypalaemonetes brevirostris
Bathypalaemonetes brevirostris is een garnalensoort uit de familie van de Bathypalaemonellidae. De wetenschappelijke naam van de soort is voor het eerst geldig gepubliceerd in 1986 door Bruce.